# Pieter Otto van der Chijs
Pieter Otto van der Chijs (Delft, 11 agosto 1802 – Leida, 4 novembre 1867) è stato un numismatico olandese. Chijs fu una delle prime persone cui fu assegnata la medaglia della Teylers Tweede Genootschap.

## Biografia
Era figlio di J. van der Chijs e di A.S. Bagelaar, che lo incoraggiarono nelle sue collezioni. A nove anni iniziò a interessarsi di monete studiando quelle che i genitori regalavano ai poveri di Delft ogni settimana. Iniziò quindi a raccogliere monete da tutto il mondo.
Dopo aver frequentato le scuole a Delft, divenne studente di lettere all'Università di Leida nel 1820.  Ebbe alcuni premi prima di dedicarsi completamente al suo hobby. 
Nel 1829 scrisse un saggio sull'arte di collezionare monete antiche e nel 1831 diventò membro della Bataafsch Genootschap voor Proefondervindelijke Wijsbegeerte (Società batava di filosofia sperimentale). Nel 1833 fondò la rivista numismatica Tijdschrift voor algemeene munt- en penningkunde.
Nel 1835 fu nominato direttore del gabinetto numismatico di Leida Penningkabinet der Hoogeschool, con il titolo onorario di Professor Extraordinarius.

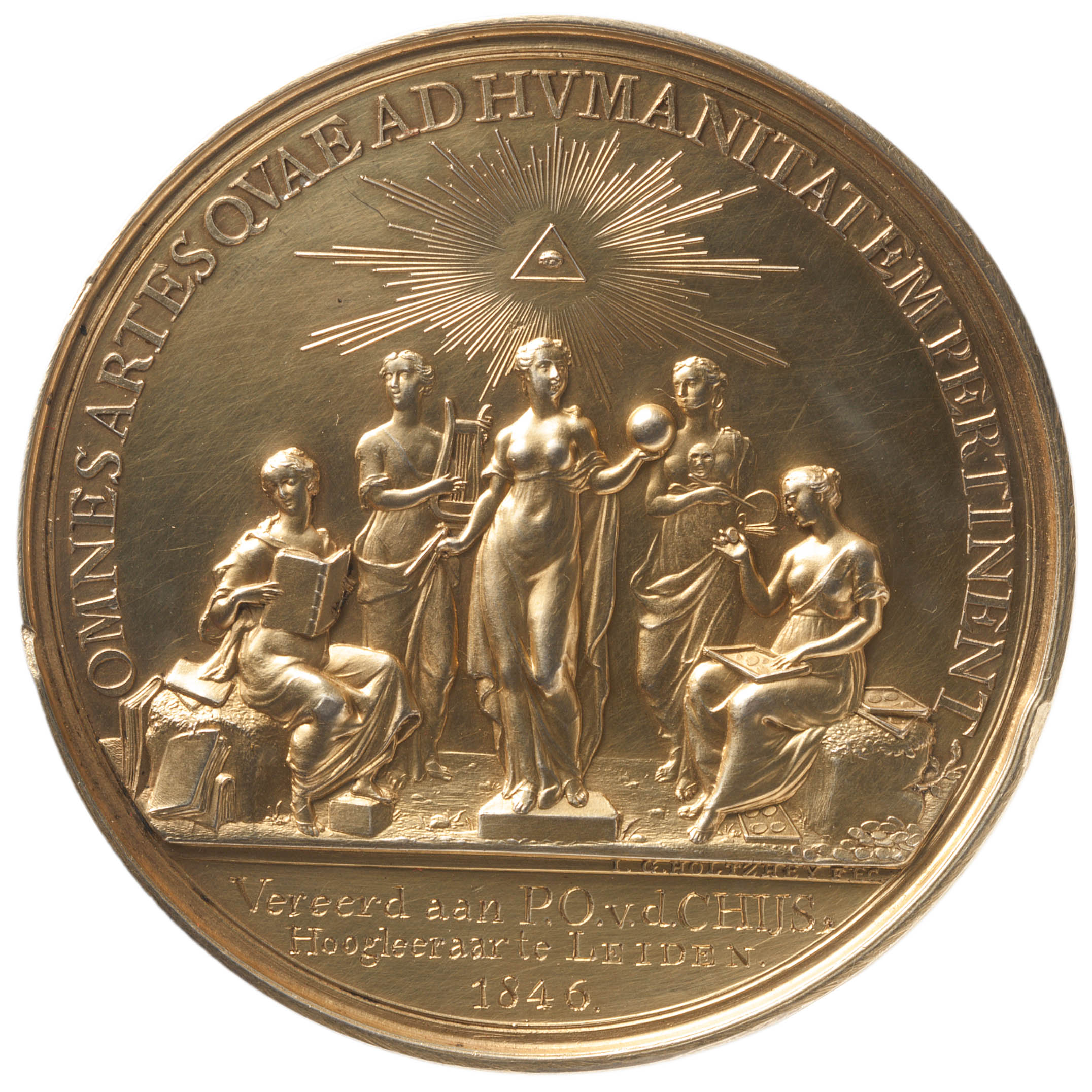
Medaglia in argento, premio della Teylers Tweede Genootschap, assegnata a Chijs il 1846.

La Teylers Tweede Genootschap nel 1841 annunciò un premio per un'elencazione di monete sotto i precedenti duchi, conti, signori e città olandesi, dai primi periodi fino al 1576. Chijs aveva già iniziato il lavoro correggendo quello di Cornelis van Alkemade, che aveva pubblicato un elenco incompleto nel 1700. Non era possibile esaudire la richiesta nel tempo previsto e a Chijs fu concesso un anno di proroga nel 1844. Quando pubblicò il De munten der voormalige hertogdommmen Braband en Limburg, fu premiato con una medaglia il 4 dicembre 1846.
Nel 1862 pubblicò l'ultimo lavoro Notice sur le Cabinet Numismatique de l'Universite de Leyde, che era il catalogo del suo gabinetto.

## Alcune pubblicazioni
- De munten der voormalige hertogdommen Braband en Limburg, Haarlem, 1851
- De munten der leenen van de voormalige hertogdommen Braband en Limburg: enz..., Haarlem, 1862
- De Munten der Frankische- en Duitsch-Nederlandsche Vorsten, Haarlem, 1866